# Distretto di Sarayönü
Il distretto di Sarayönü (in turco Sarayönü ilçesi) è uno dei distretti della provincia di Konya, in Turchia.